# Peugeot 406
Peugeot 406 — большой семейный автомобиль, выпускавшийся французской компанией Peugeot с 1995 по 2004 год. Производился в кузовах седан, универсал и купе. Модель 406 появилась как замена устаревшей модели 405, и в последующем была заменена на модель 407.
За всё время производства Peugeot 406 производился и продавался не только в Европе, но и во многих странах Азии, Африки и Латинской Америки. 406 также официально продавался в России (российская версия отличается 170 мм дорожным просветом). Всего было произведено 1 674 232 автомобиля.

## История

### Ранние версии (1995—1999)
Новый Peugeot 406 был представлен в 19 октября 1995 года, как замена устаревшей модели 405. Изначально 406 производился только в кузове седан (известный как Berline). Peugeot 406 использовал платформу Citroën Xantia, однако новый кузов 406 отличался новыми колёсными арками, порогами и стойками.

Дебютировав в 1995 году, Peugeot 406 стал популярным автомобилем не только во Франции и Испании (традиционный рынок сбыта Peugeot), но и в других странах мира. Этому способствовали привлекательный дизайн, просторный и функциональный салон и надёжные двигатели. 

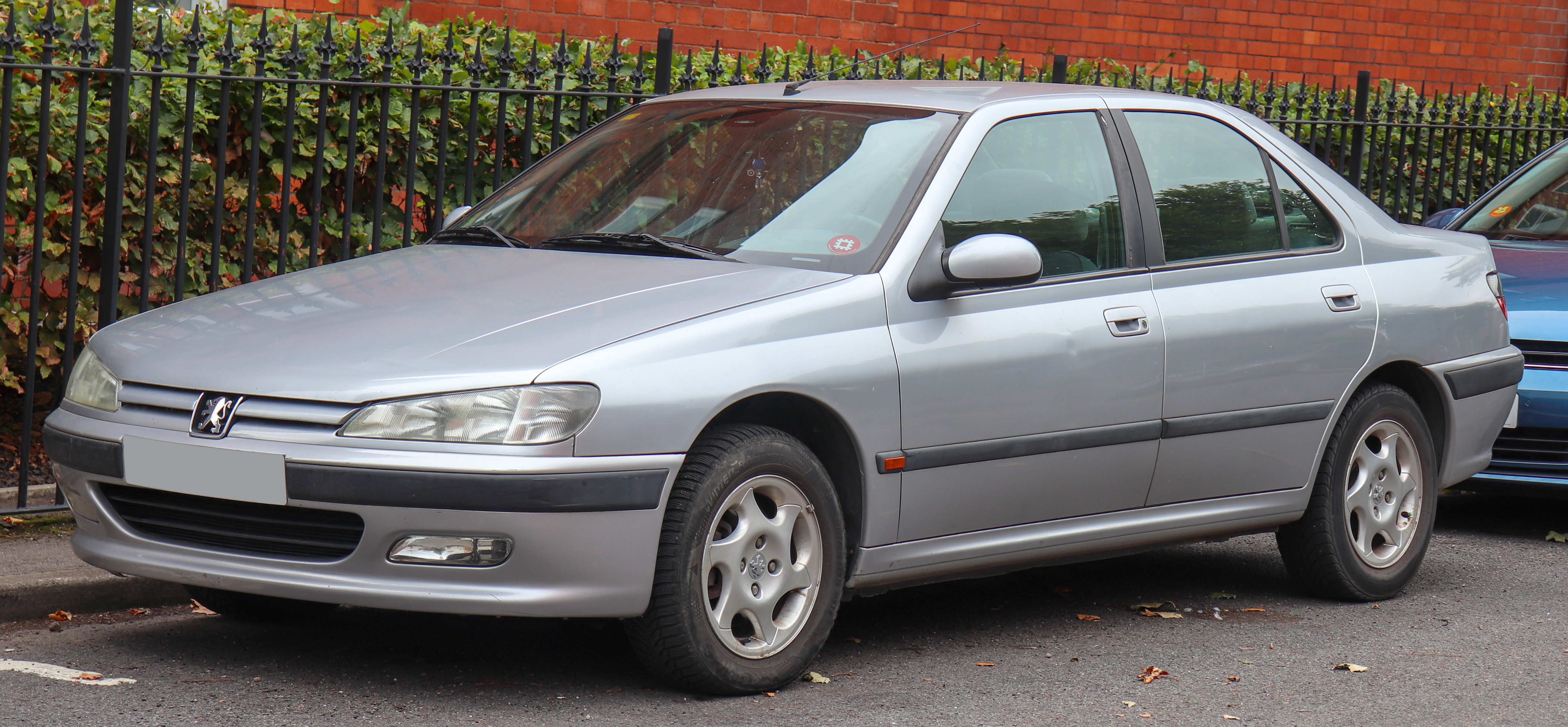
Peugeot 406 седан (1995-1999)
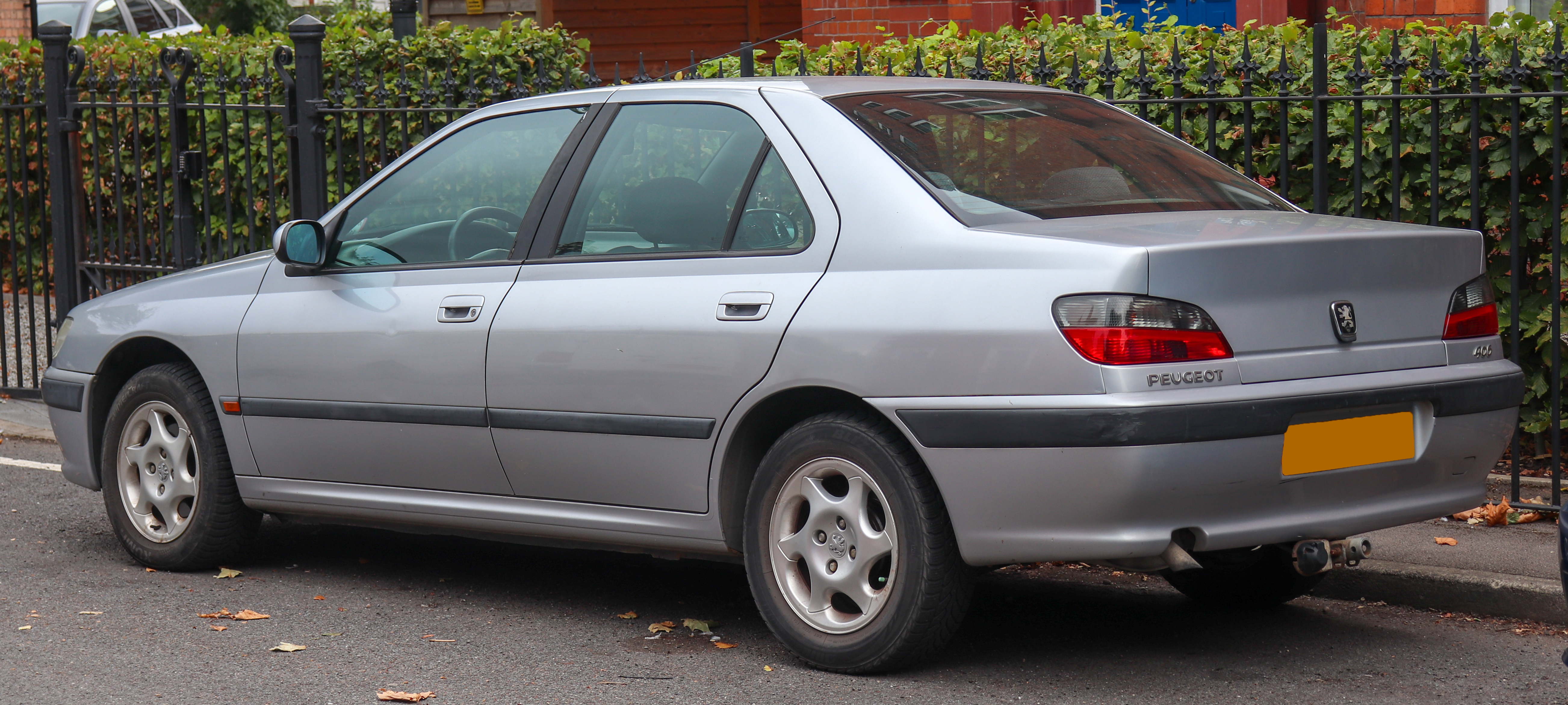
Вид сзади
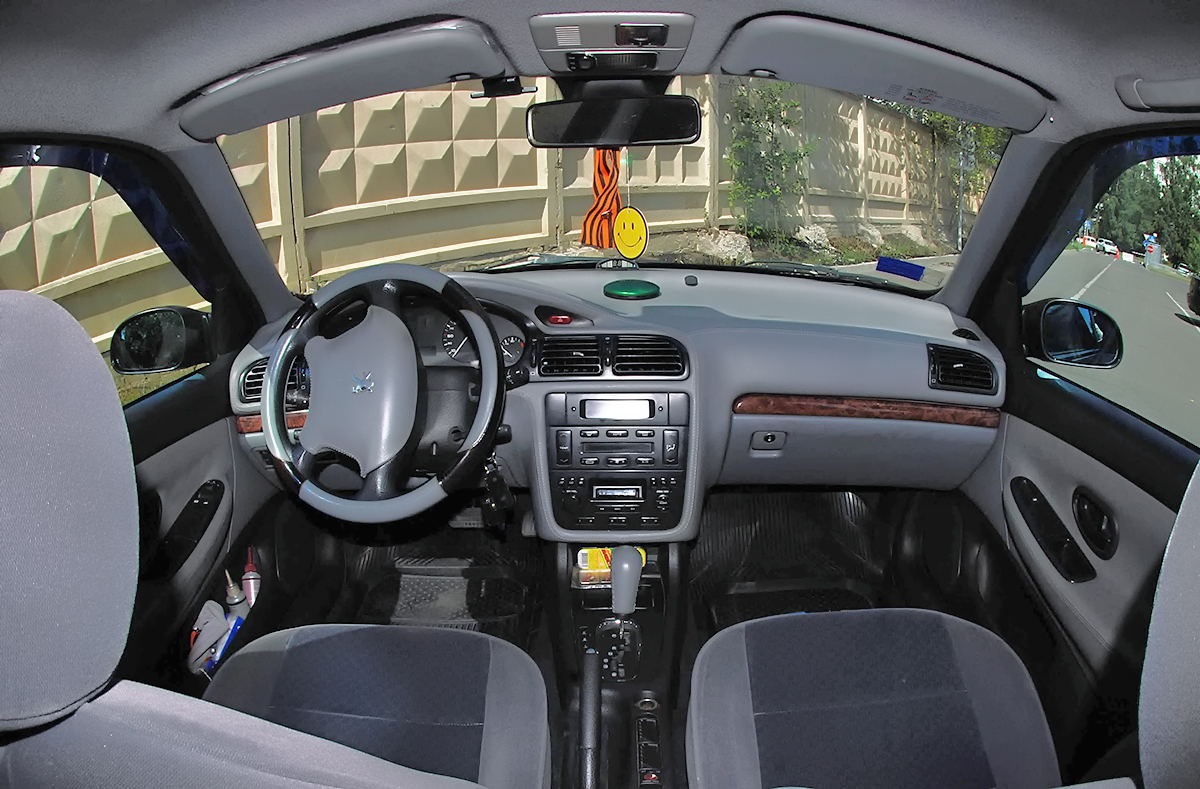
Салон

Осенью 1996 года на Парижском автосалоне был представлен универсал Peugeot 406 (известный как Break). Внешний вид универсала был схож с седаном, но универсал отличается габаритами: при одинаковых ширине и величине колёсной базы, длина кузова составила 4736 мм, а высота 1502 мм. Объём багажника универсала составлял 525 л., а при сложенных задних сиденьях он возрастал до 1741 л.

Модель 406 уже в базовой версии SR имел иммобилайзер, центральный замок, две фронтальные и две боковые подушки безопасности и зеркала с подогревом и электроприводом. За дополнительную плату покупателю предлагался широкий спектр дополнительного оборудования: климат-контроль, круиз-контроль, бортовой компьютер, навигационная система, датчики света и дождя, электронная адаптивная подвеска, адаптивный ГУР, электронные системы ABS, Brake Assist, ESP, зеркала с электроприводом и электроскладыванием, электрический люк, аудиосистема (на ранних версиях кассетная, позже — с CD-проигрывателем), атермальное лобовое стекло, автоматически затемняющееся зеркало заднего вида, кожаный салон в трёх цветовых вариантах, передние сиденья с электроприводом и памятью формы.

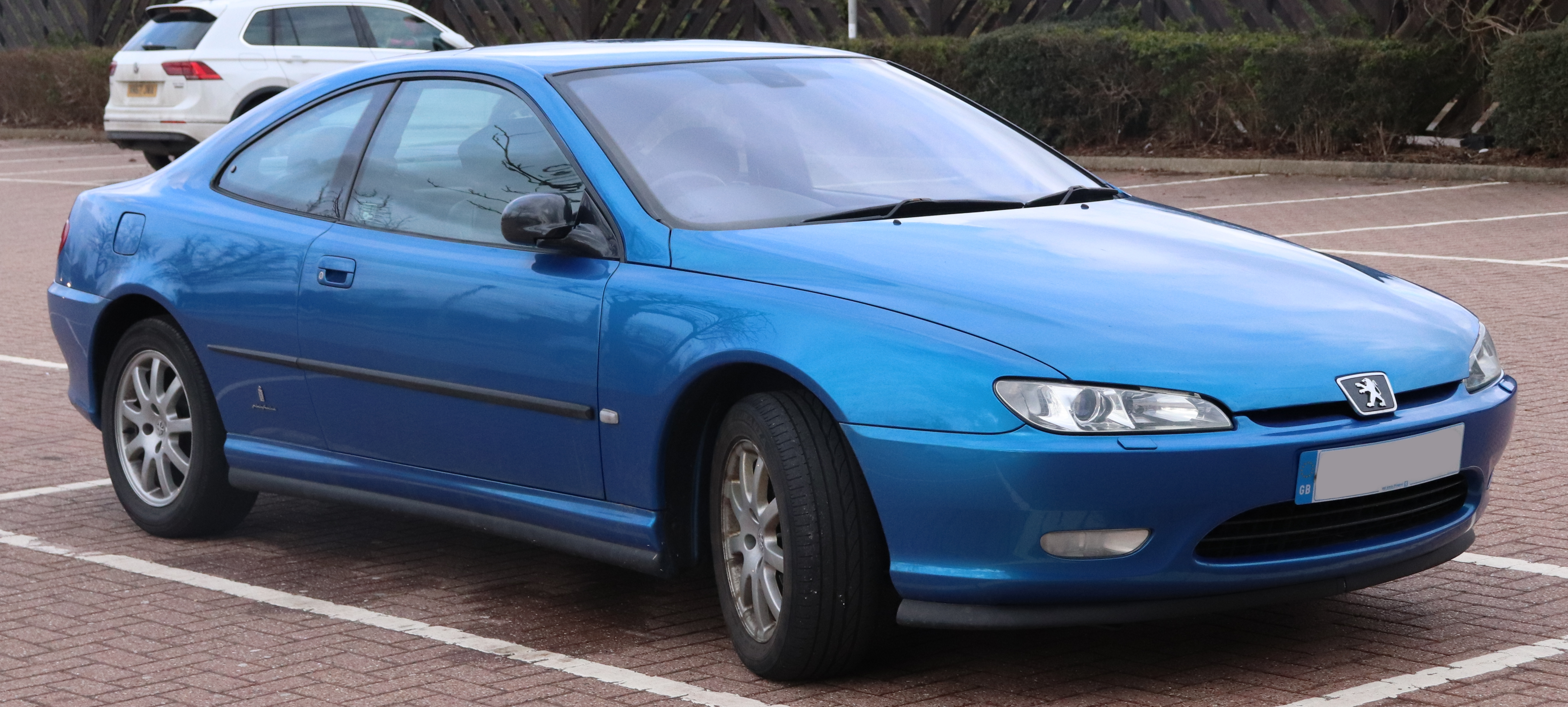
Peugeot 406 Coupe
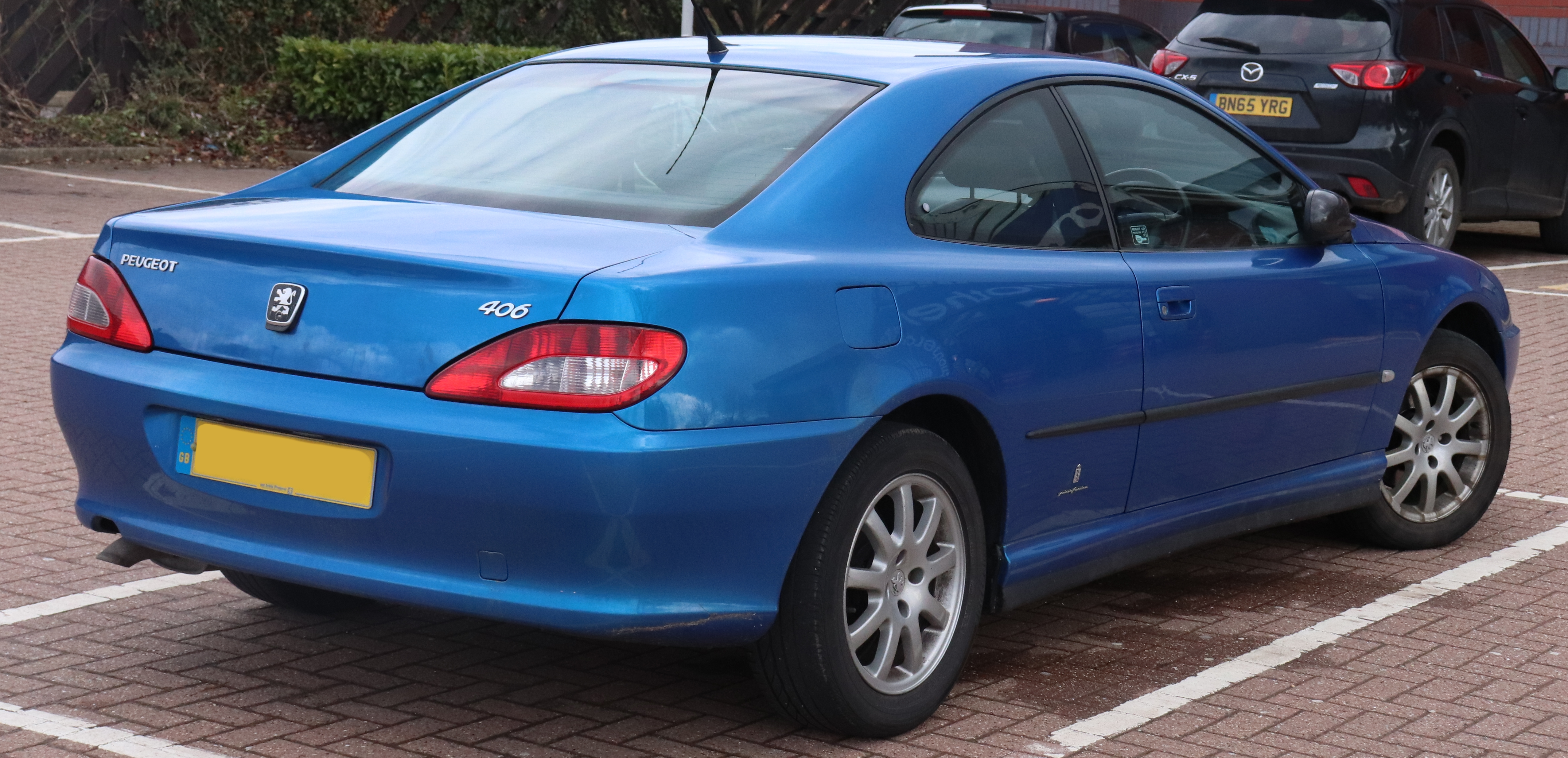
Вид сзади
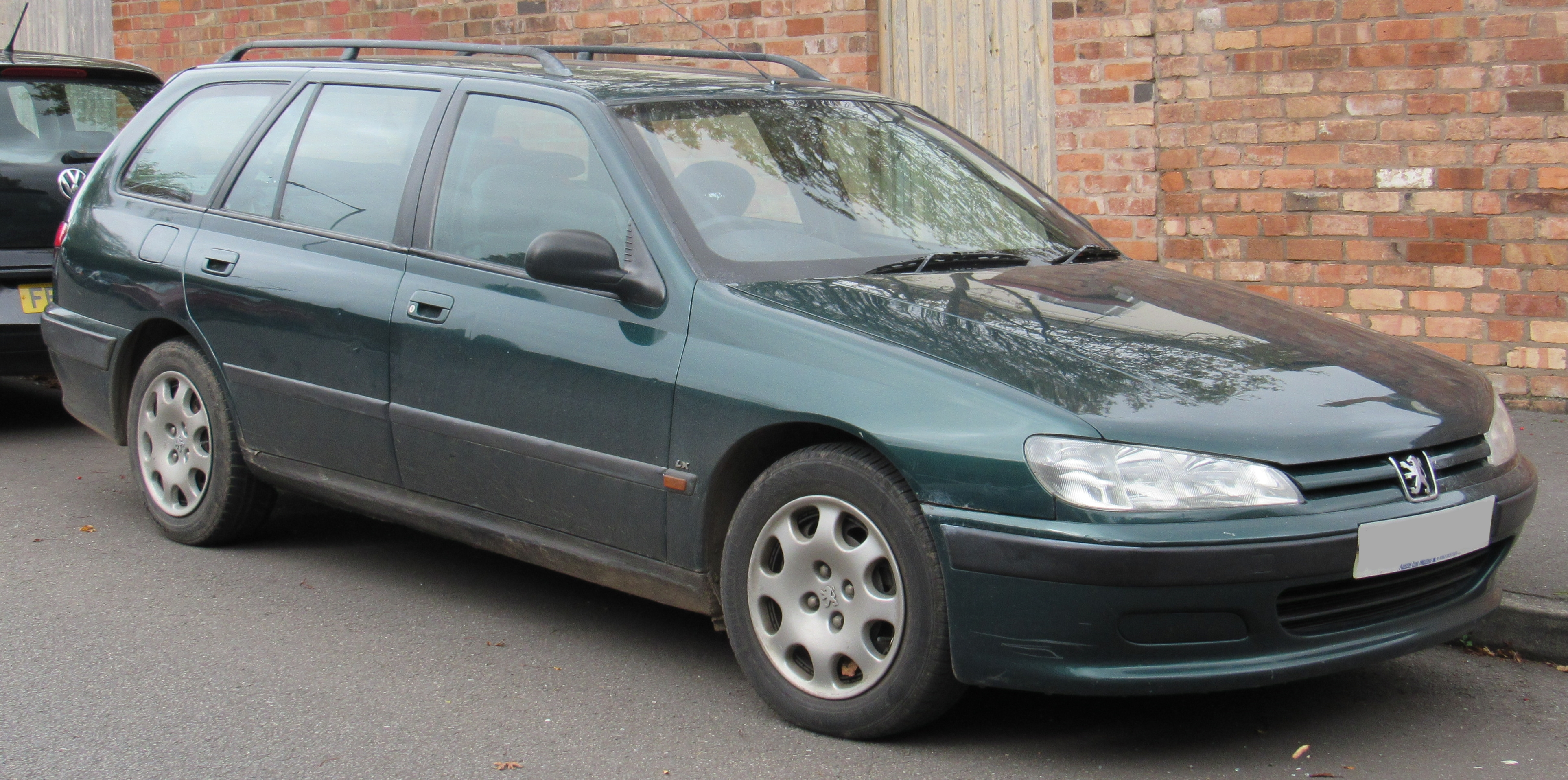
Peugeot 406 Break
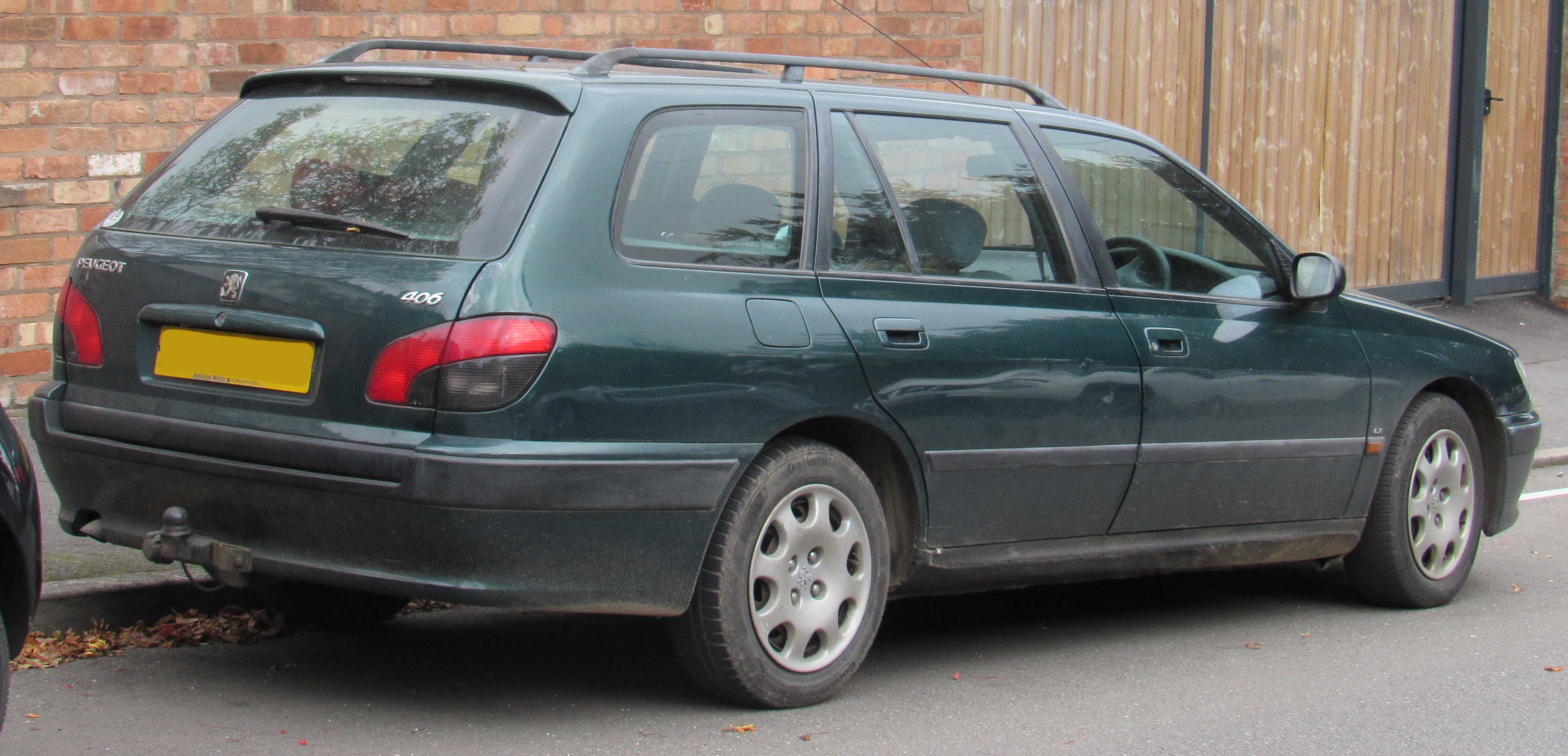
Вид сзади

1 февраля 1997 года в Италии началось серийное производство Peugeot 406 купе. Дизайн кузова купе был разработан при участии итальянской дизайн-студии «Pininfarina». От седана и универсала оно отличалось не только кузовом, но и оформлением передней и задней части. Однако салон был такой же, как и у остального семейства 406.
Модель 406 купе в 1997—1999 годах предлагалась с двумя типами бензиновых двигателей: 4-цилиндровый двигатель серии XU10 2,0 л (135 л. с.) и двигатель V6 3,0 л (194 л. с.). Одной из главных особенностей купе является изменяемая жесткость подвески, которая регулируется водителем.

### Рестайлинг (1999—2004)
Обновление модели 406 происходило в два этапа. В 1999 году были обновлены дизайн и подвеска. Решётка радиатора теперь стала чёрной, вне зависимости от цвета кузова автомобиля; бампера, капот, крышка багажника, боковые зеркала, передние и противотуманные фары также были выполнены в новом дизайне. Изменилось расположение повторителей на передних крыльях. Задние фонари теперь стали полностью красными с молдингом по середине, в отличие от красно-белых дорестайлинговых. Произошли небольшие изменения и в салоне автомобиля. Поменялся дизайн рулевого колеса, дверных карт, приборной панели и торпедо.

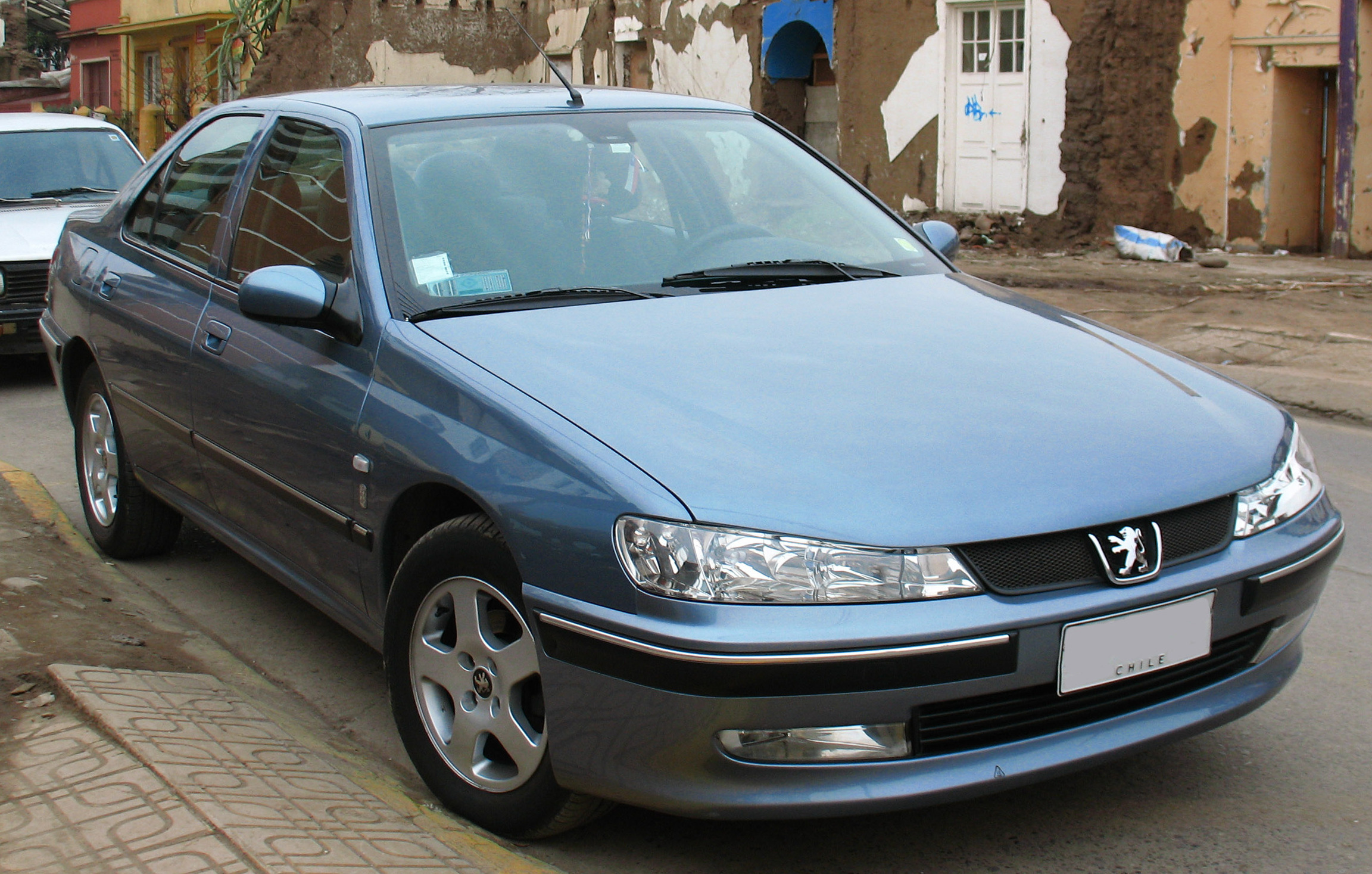
Peugeot 406 (1999-2004)
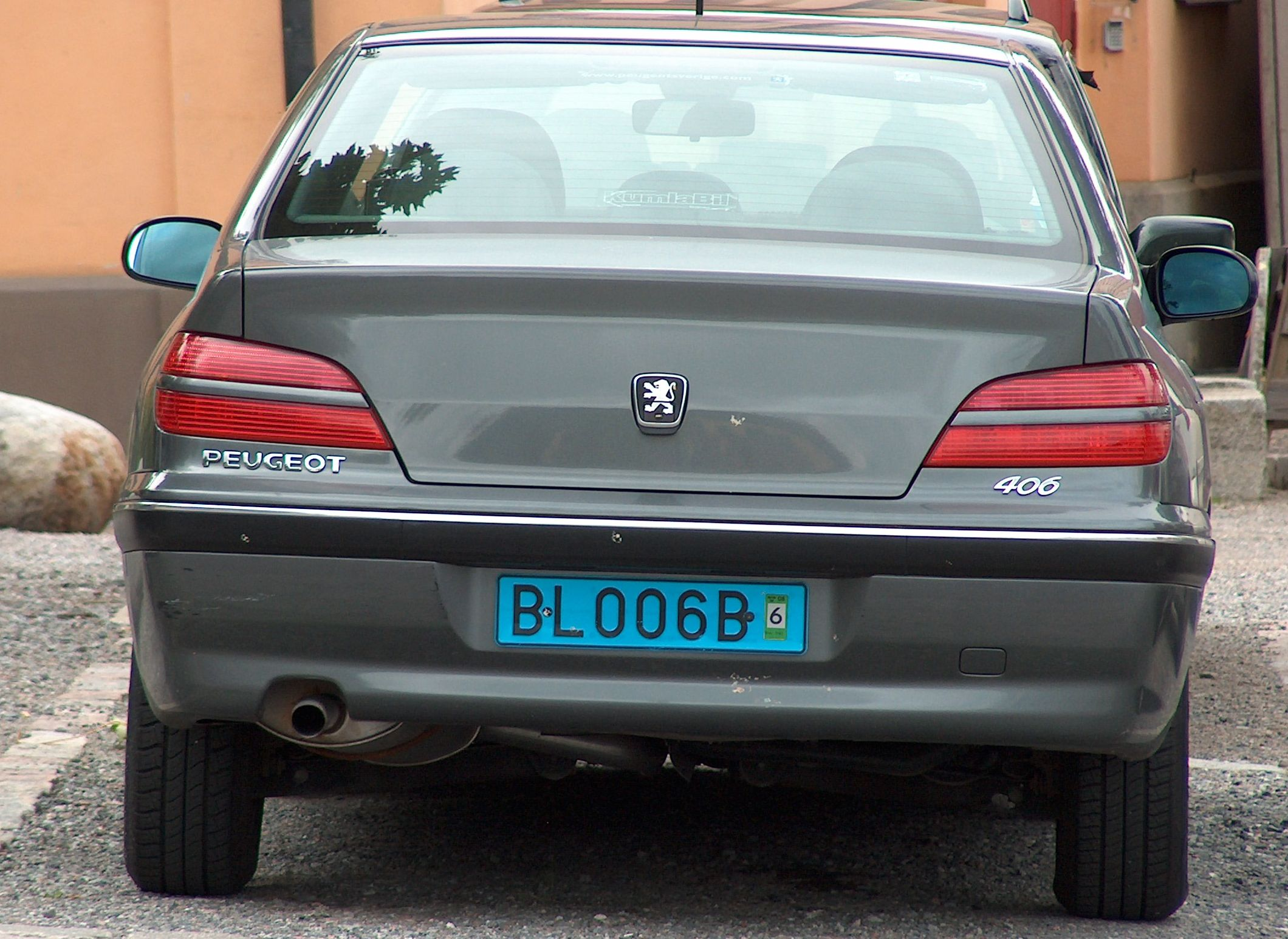
Вид сзади
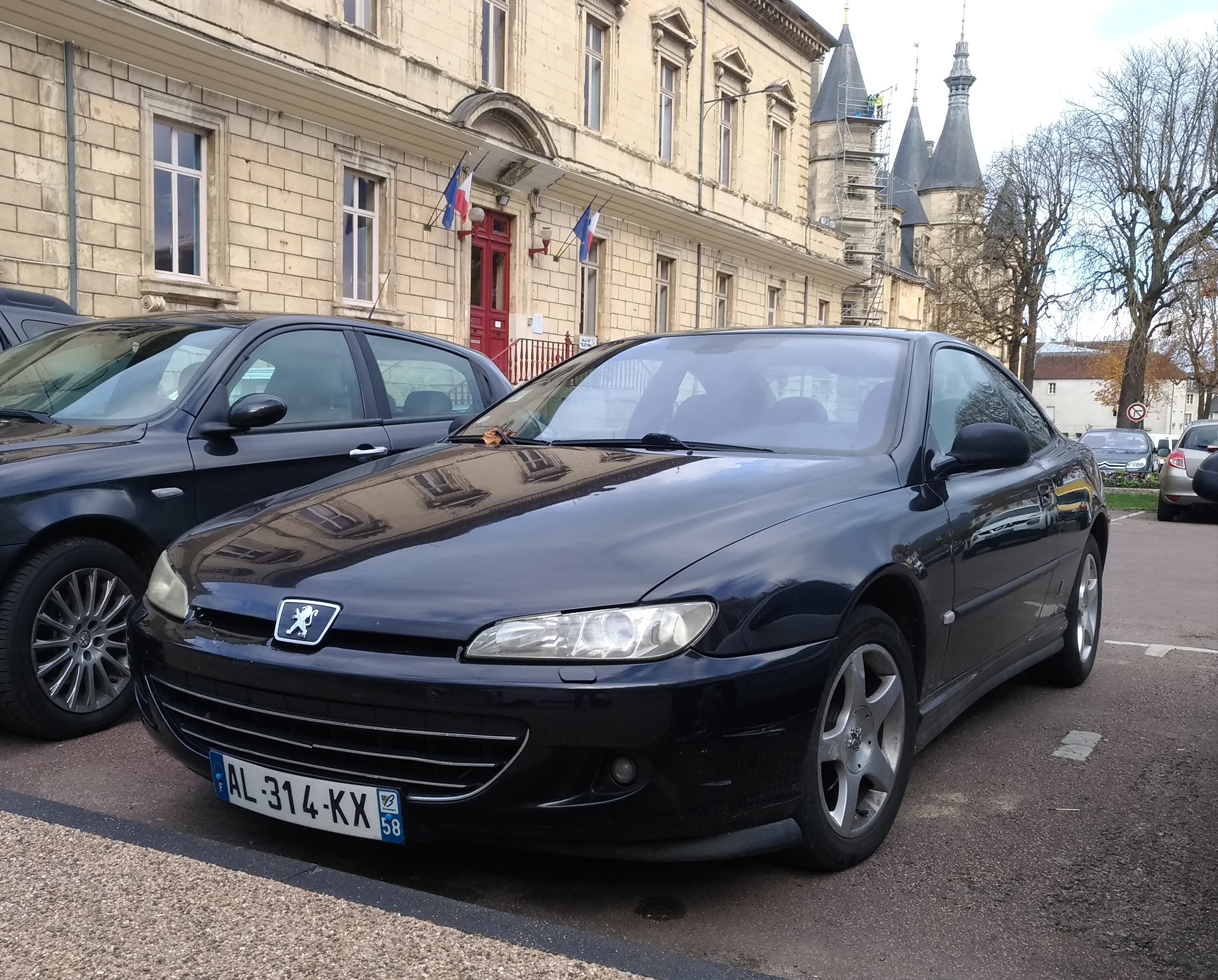
Peugeot 406 Coupé (1999-2003)
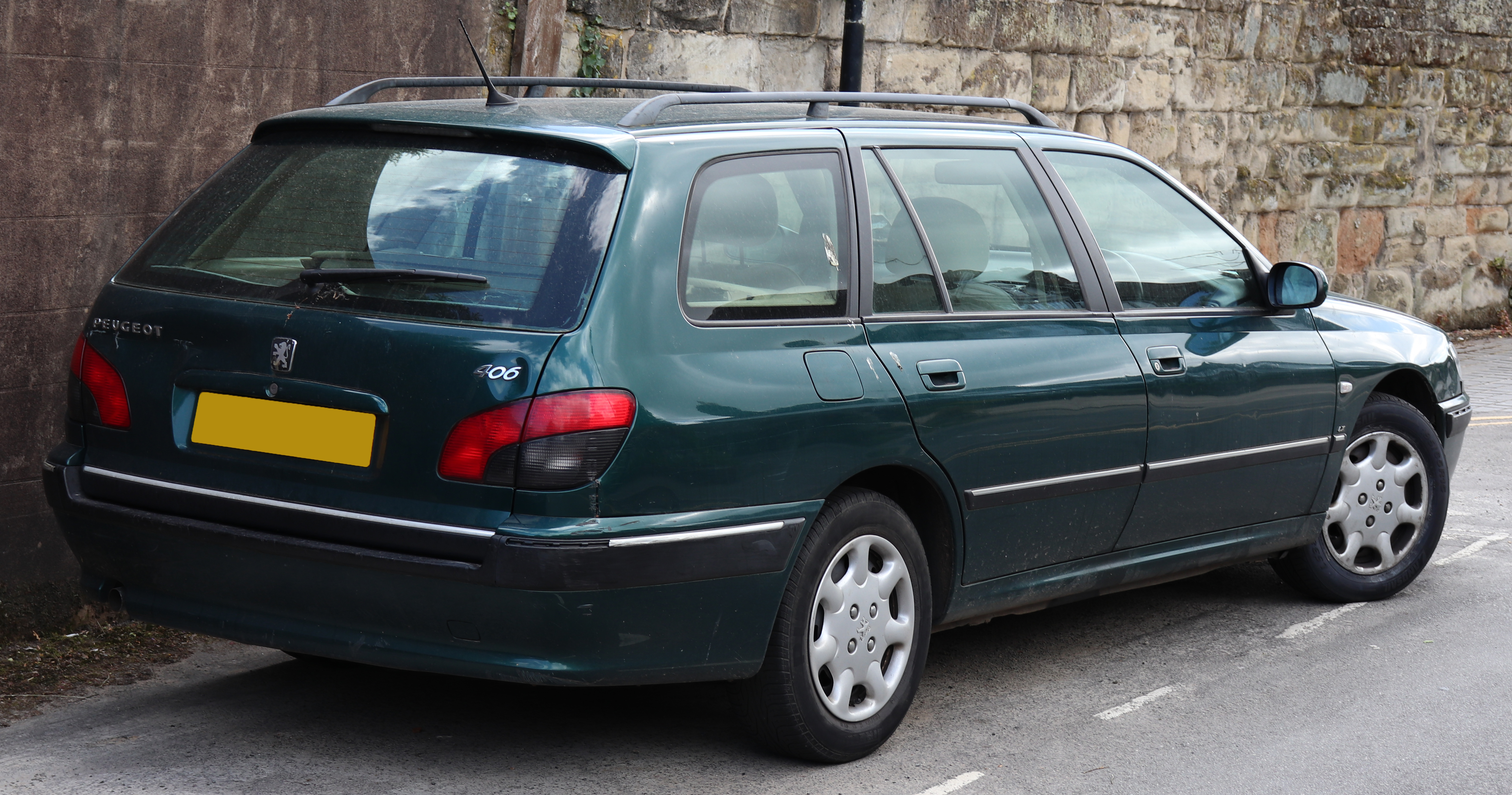
Peugeot 406 Break (1999-2004)

В период с 1999 по 2001 годы выпускались т. н. переходные модели, в которых встречались различные схемы организации проводки, различные двигатели (как дорестайлинговые, так и рестайлинговые). Затем, в 2001 году появилась полностью мультиплексная проводка и двигатели серии EW (в случае с бензиновыми) полностью вытеснили своих предшественников, базирующихся на блоке XU.
В октябре 2003 года, менее чем за год до окончания выпуска модели и замены её Peugeot 407, был произведен ещё небольшой фейслифтинг, появилась хромированная накладка на бампере под эмблемой автомобиля, пластик передней панели изменил свой цвет с чёрного на серый (под алюминий), дверные ручки стали хромированными, появился новый вариант обивки сидений и оформления обивок дверей.

## Конструкция

### Подвеска
Peugeot 406 использовал ту же платформу, что и Citroën Xantia, но без сложной гидравлической подвески Hydroactive. Передняя подвеска на 406 независимая типа МакФерсон, на двух треугольных поперечных рычагах со стабилизатором поперечной устойчивости. На версиях с мотором 3.0i V6 и на Peugeot 406 Coupe установлены передние электронно-управляемые амортизаторы.
Задняя многорычажная подвеска была полностью независимая, имела три рычага на каждую сторону (продольный, поперечный и диагональный), а также стабилизатор поперечной устойчивости. Примечательно, что для подруливания задних колёс применялись рычаги доворота. В качестве упругих элементов использованы разнесенные с амортизаторами витые пружины.
Из-за чересчур лёгкого подруливания задней подвески на Peugeot 406 было легко попасть в занос, что могло привести к аварийной ситуации. Поэтому уже в конце 1996 года инженеры Peugeot изменили кинематику задней подвески за счёт рычагов с более жёсткими шарнирами. Это решение значительно повлияло и на безопасность, и на надёжность.
В ходе обновления 1999 года изменилась конструкция передней и задней подвески. Сзади изменилась конструкция рычагов, а обычные гидравлические амортизаторы были заменены на газонаполненные. Обновлённая передняя подвеска получила поворотные кулаки и стойки новой конструкции.

### Рулевое управление
Рулевое управление реечного типа штатно оснащалось адаптивным гидроусилителем рулевого управления. Это позволяло автомобилю иметь хорошую управляемость с разными типами двигателей

### Двигатели
406 оснащали широкой гаммой двигателей. Среди бензиновых самым слабым является уже упоминавшийся 1,6-литровый агрегат, который устанавливался ещё на Peugeot 405. Его 88 л. с. было недостаточно для автомобиля, и поэтому в 1999 году его сняли с производства, так что у рестайлинговых моделей самым слабым среди бензиновых моторов является 1,8-литровый двигатель мощностью 90 л. с.
Чаще всего встречаются автомобили с 1,8- и 2,0-литровыми двигателями. Последний имеет только 16 клапанов; 1,8-литровый выпускался как в 8-, так и в 16-клапанном варианте мощностью 90 и 110 л. с., соответственно (после 2001 года на 406 начали устанавливать новый мотор серии ew7j4 1,8-литровый 116 л. с, также изменился и 2 литровый двигатель, который технически был практически идентичен, кроме объема). Одно из технических различий между 8- и 16-клапанным 1,8-литровыми двигателями состоит в отсутствии в первом гидрокомпенсаторов, из-за чего зазор нужно регулировать шайбами.
2,0-литровый мотор выдает 132 л. с. (после 2001 года его сменил другой мотор — ew10j4 того же объёма мощностью 136 л. с). В 1996 году появился 2,0-литровый двигатель с турбонаддувом мощностью 147 л. с., который разгонял Peugeot 406 до 210 км/ч.
Также Peugeot 406 комплектовался атмосферным бензиновым мотором 2,2 литра, мощностью в 158 л. с., обладавшим хорошей динамикой, оснащённым балансирными валами.
Наиболее мощным стал 2,9-литровый двигатель V6. До 2000 года его мощность составляла 190 л. с., а затем возросла до 207 л. с. В последнем случае Peugeot 406 с механической коробкой способен достичь 240 км/ч, а разгон от 0 до 100 км/ч занимал 8,1 с.
Среди дизельных двигателей чаще всего встречались Peugeot 406 с 1,9- и 2,1-литровыми турбодизелями серии XUD мощностью 90 л. с. и 110 л. с., соответственно. Позже они были заменены дизелями серии DW (или HDi). Такие моторы имеют объём 2,0 и 2,2 л. Первый (в зависимости от настройки) выдавал 90 или 110 л. с., второй — 133 л. с.

Возможности Peugeot 406 из серии фильмов «Такси»
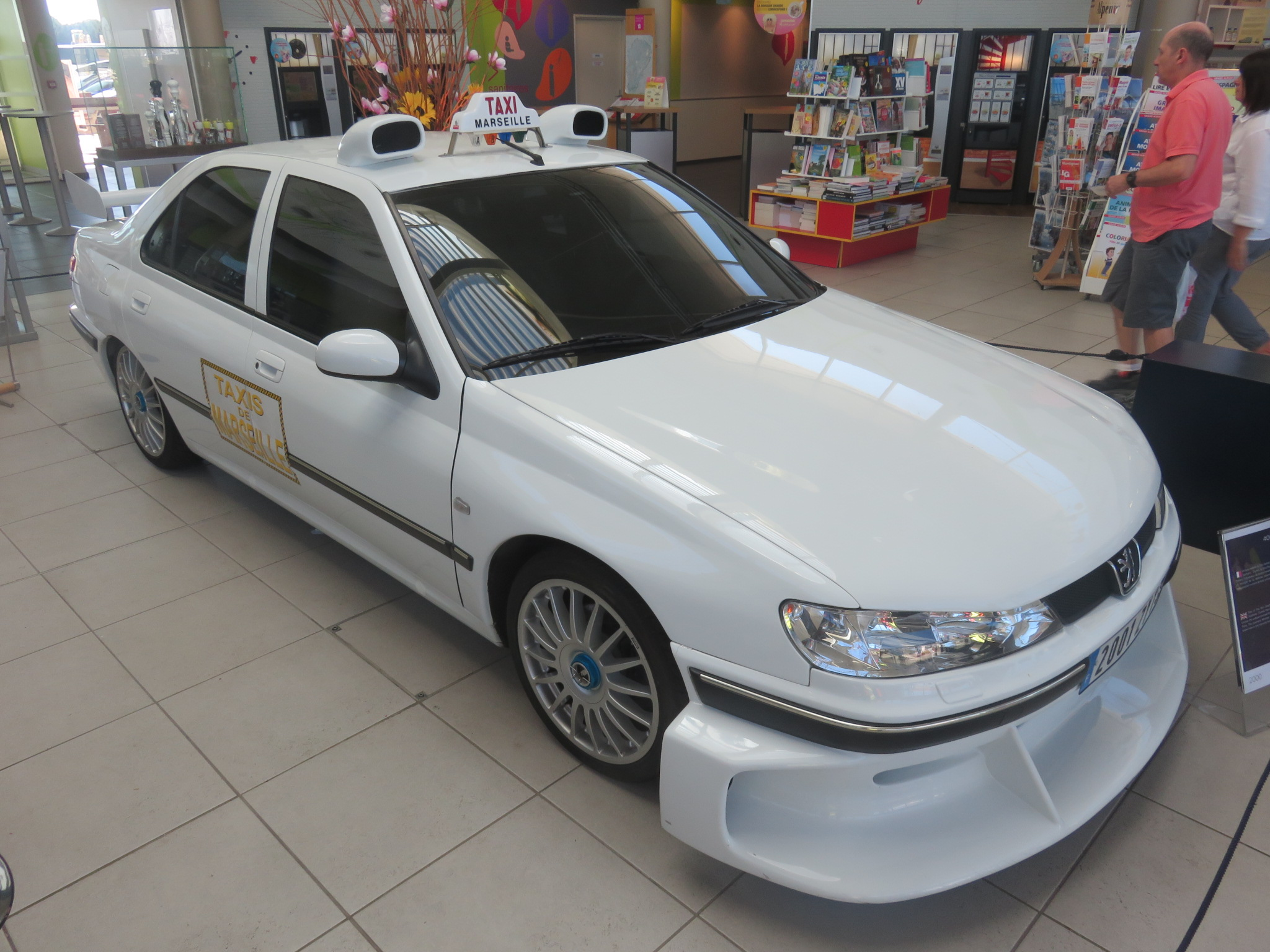
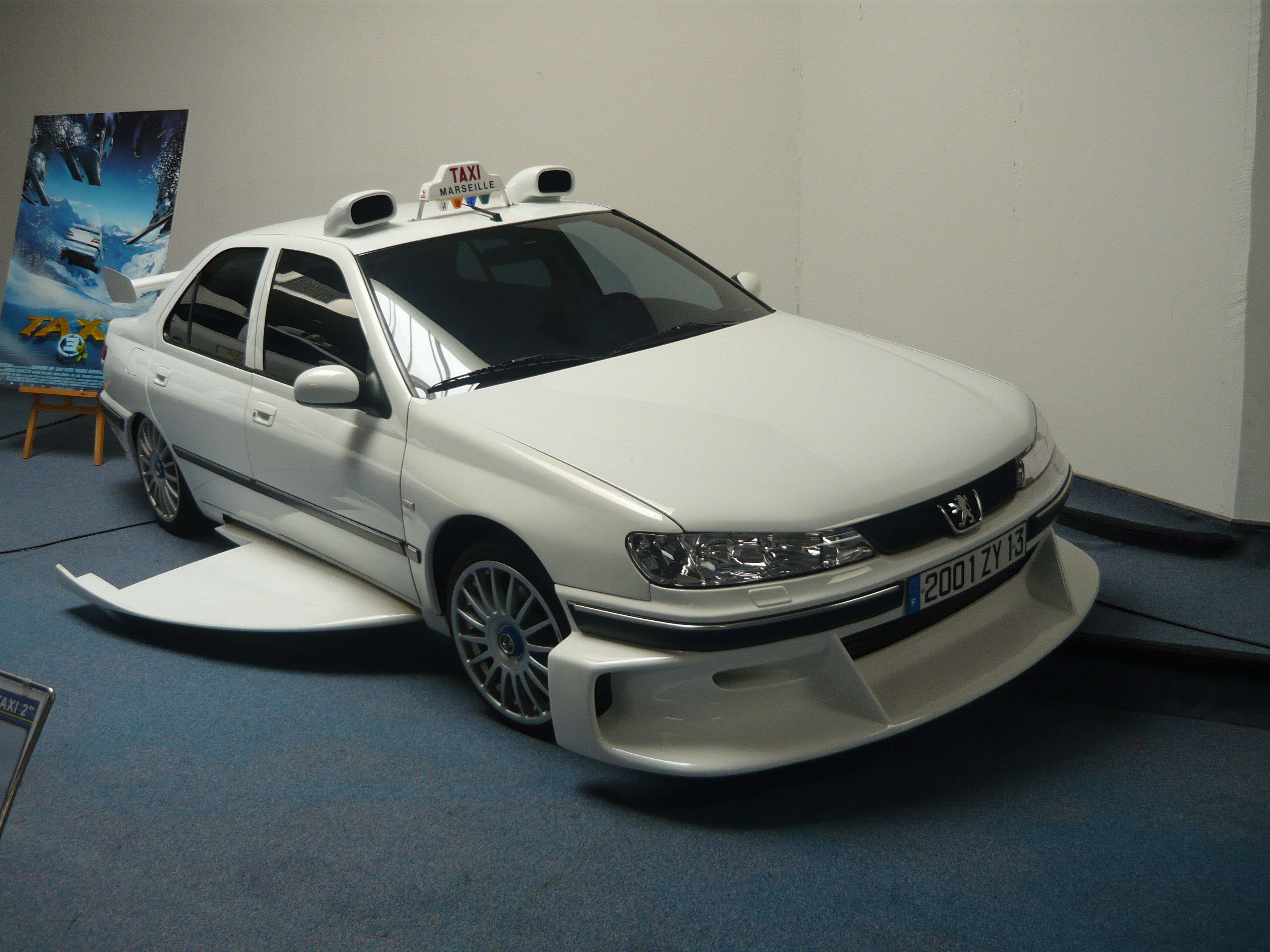
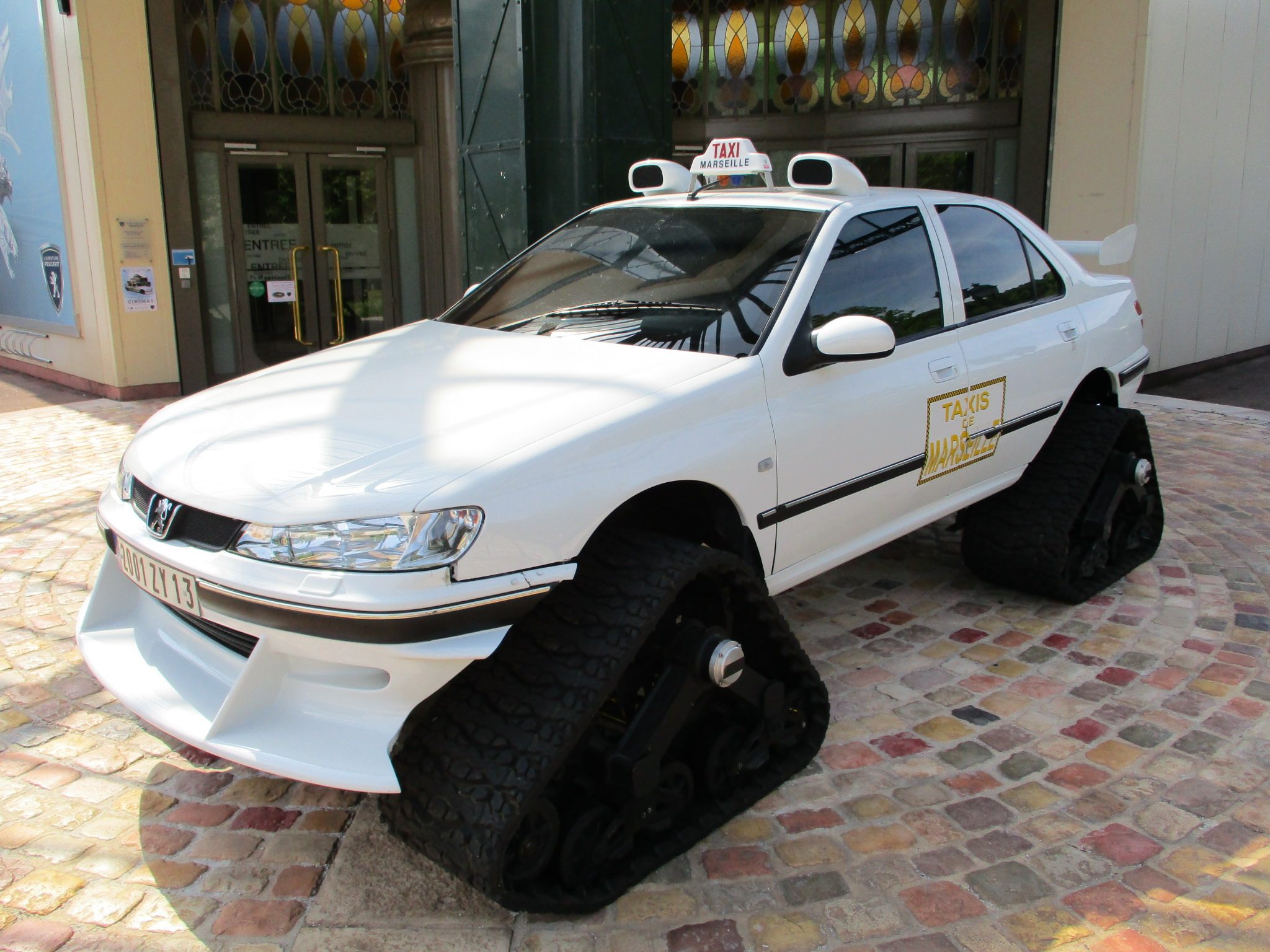
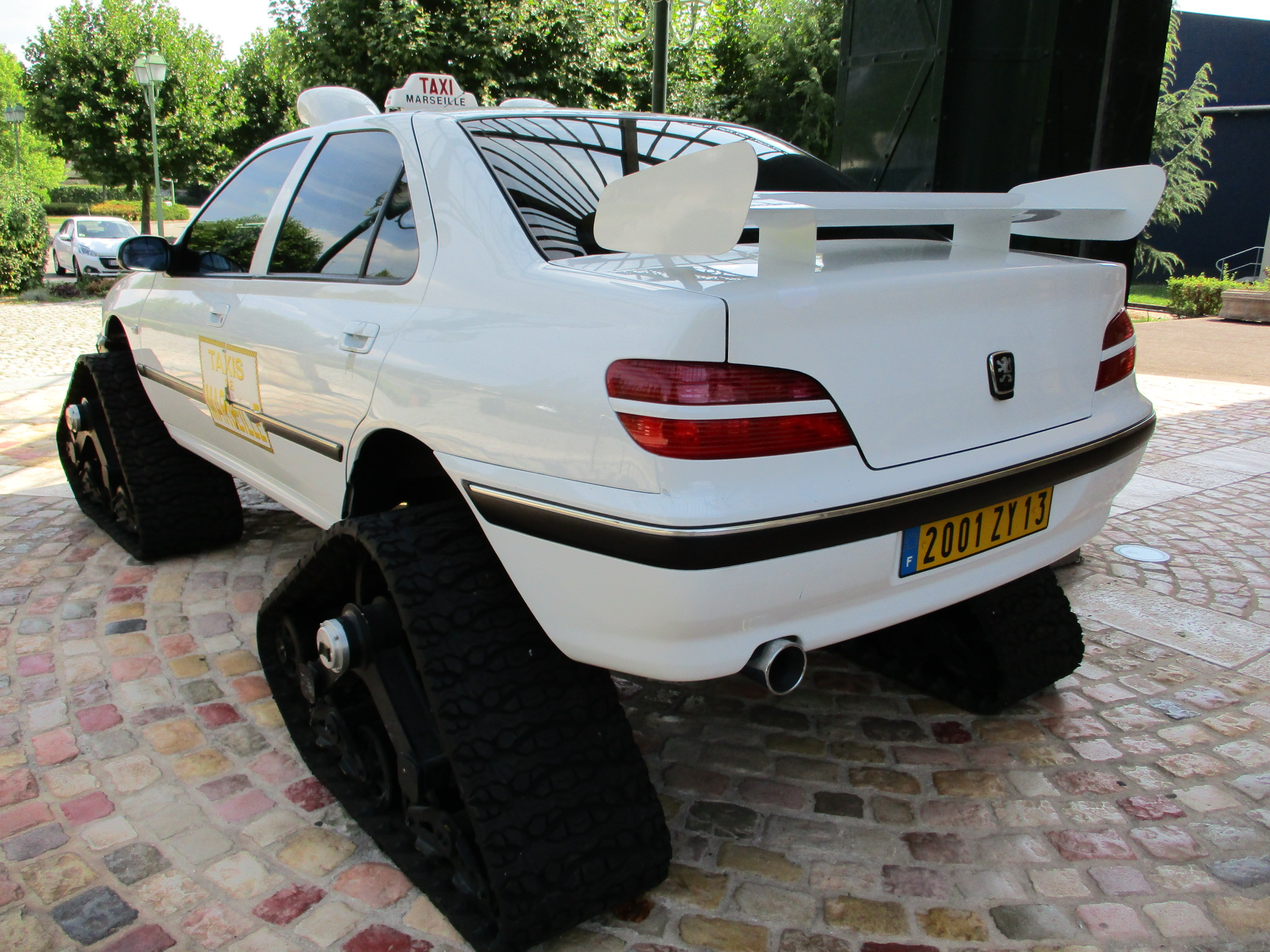